# Spathiphyllum jejunum
Spathiphyllum jejunum är en kallaväxtart som beskrevs av George Sydney Bunting. Spathiphyllum jejunum ingår i släktet Spathiphyllum och familjen kallaväxter. Inga underarter finns listade.